# Marcelo Lugones
Marcelo Ramón de la Santísima Trinidad Lugones (Ciudad de Santiago del Estero, Argentina, 27 de mayo de 1956) es un ingeniero vial, docente y político argentino perteneciente a la Unión Cívica Radical, exdiputado y líder de la primera minoría dentro de la legislatura de la Provincia de Santiago del Estero por el periodo 2013 - 2017.

## Carrera profesional

### Docencia y Carrera Académica
Marcelo Lugones se recibió como Ingeniero Vial en la Universidad Nacional de Santiago del Estero (UNSE), en el año 1980 con 24 años de edad. Siendo uno de los primeros egresados de esta universidad, la cual fue fundada en 1973.
Desde 1984 hasta la actualidad se viene desempeñando como docente universitario dentro de las carreras de Ingeniería Vial e Ingeniería Hidráulica, en la Facultad de Ciencias Exactas y Tecnológicas de la UNSE. Logrando ocupar el cargo de miembro del Consejo Directivo de esta facultad en representación de los Docentes en varias oportunidades.
Durante 10 años, desde 1982 hasta 1992 fue docente en la Universidad Católica de Santiago del Estero, donde también ejerció el puesto de Secretario de Relaciones Institucionales de esta casa de altos estudios desde 1982 a 1984. A su vez trabajó como profesor en el nivel secundario dentro de la Escuela Técnica N°3 Ingeniero Santiago Maradona (conocida coloquialmente como Escuela Industrial) de 1980 a 1990.

### Labor profesional
Como profesional cumplió tareas dentro de la empresa estatal Agua y Energía Eléctrica (AyE) desde 1975 hasta 1991. Desempeñándose como auxiliar técnico desde 1975 a 1980 mientras aún cursaba sus estudios. Y una vez recibido, ocuparía la labor de ingeniero supervisor en el área de estudios y proyectos AyE, desde 1980 a 1991. Más tarde la empresa sería privatizada en 1992 y desaparecería como tal.
Mientras trabajaba en AyE logró ser Vice Presidente de la Mutual del Personal de Agua y Energía Eléctrica y Vice Presidente de la Asociación de Profesionales de Agua y Energía Eléctrica.[cita requerida]
Durante el año 2000, trabajó como ingeniero inspector dentro del Órgano de Control de Concesiones Viales (OCCOVI) dependiente del entonces Ministerio de Infraestructura y Vivienda de la nación.
Acusado

### Club Atlético Quimsa
Fue uno de los miembros fundadores del Club Atlético Quimsa, logrando desempeñarse como prosecretario en la conformación de la primera comisión directiva de este club deportivo.
Más adelante llegaría a presidir esta institución deportiva.

## Carrera política
Marcelo Lugones se enroló desde sus inicios políticos dentro de la Unión Cívica Radical. Logró ser secretario del comité provincia de la UCR en varias oportunidades, así como también llegó a cumplir diferentes roles ejecutivos y legislativos en los ámbitos municipales y provinciales. Teniendo presencia política en la ciudad capital de Santiago del Estero.

### Movimiento Cívico y Social (MO.CI.SO.)
En sus comienzos, integró una de las vertientes de la UCR a nivel provincial, el Movimiento Cívico y Social (MO.CI.SO.). Desde allí fue elegido Concejal por la UCR para el periodo 1991 a 1995, renunciando en 1992, para asumir como Secretario de Gobierno de la Municipalidad de la ciudad Capital de Santiago del Estero dentro del gabinete ejecutivo del entonces intendente Mario Bonacina, desde 1992 a 1995.
Más adelante Bonacina, quien buscaría su reelección en los comicios municipales de 1995, llevaría a Lugones como compañero de fórmula. Saliendo ambos victoriosos en la contienda electoral. De esta manera, Marcelo Lugones asumiría como viceintendente y presidente natural del Concejo Deliberante para el periodo 1995-1999.

### UCR-Fuerza de Unidad Popular
En el año 2002 Lugones integró la fórmula como vicegobernador junto a José Luis Zavalia como candidato a gobernador por la UCR. Enfrentándose a la fórmula Díaz-Aragonés de Juárez, apoyada por el entonces senador nacional y exgobernador Carlos Juárez. En estas elecciones la Unión Cívica Radical quedó en segundo lugar con un 13% de los votos.
Durante las elecciones provinciales del año 2005 en las primeras elecciones en décadas en las que se eligió gobernador sin la presencia de Carlos Juárez, Marcelo Lugones se mantuvo apartado del armado del Frente Cívico por Santiago, al tener diferencias con la figura de Gerardo Zamora. Por lo que no ocupó un rol importante durante este proceso eleccionario.
En el año 2006 fue candidato a concejal en la lista UCR-FUP, que competía contra la lista del Frente Cívico por Santiago que llevaba a Julio Alegre como candidato a intendente y a Hugo Infante como candidato a Concejal. La lista de UCR-FUP logro el segundo puesto con el 24% de los votos, por lo que Lugones consiguió entrar dentro del bloque opositor del Concejo Deliberante de la ciudad capital para el periodo 2006-2010.
En las elecciones provinciales del año 2008, Marcelo Lugones salió en segundo lugar, encabezando la lista de UCR-FUP como candidato a gobernador, compitiendo contra Gerardo Zamora (Frente Cívico por Santiago), quien fue reelecto al frente del ejecutivo provincial.

### Elecciones Municipales 2010
Durante las elecciones municipales del año 2010, Marcelo Lugones se separó por diferencias políticas de José Luis Zavalía y se postuló como candidato a intendente de la ciudad capital de Santiago del Estero.
En estas elecciones se presentaron 3 listas, que fueron las principales. El oficialismo presentó como candidato al entonces intendente interino Hugo Infante (Frente Cívico por Santiago), quien resultó elegido con el %45 de los votos. Mientras que Zavalía se presentó como FUP, obteniendo el 18% de los votos y 3 bancas a concejales.
Lugones se postuló por el partido Compromiso Ciudadano obteniendo un 16% de los votos, logrando ganar dos bancas dentro del Concejo Deliberante. 

### Elecciones Nacionales
Marcelo Lugones se postuló como candidato a Diputado Nacional por la UCR en el año 2011 acompañando la lista que encabezaba Ricardo Alfonsín como candidato a presidente de la nación. 
En 2013 fue candidato a senador nacional por la provincia de Santiago del Estero en la lista del Frente Progresista Cívico y Social.

### Diputado provincial
En las elecciones provinciales del año 2013, Lugones encabezo la lista a diputados provinciales de la Unión Cívica Radical dentro del Frente Progresista Cívico y Social. Acompañando la fórmula de Emilio Rached gobernador y Teresa Pereyra vicegobernadora, que competían contra la lista del oficialista Frente Cívico por Santiago. Este frente logró el segundo lugar, obteniendo un 15% de los votos.
De esta manera Marcelo Lugones consiguió entrar dentro de la legislatura provincial como diputado provincial por la oposición para el periodo 2013-2017. Desempeñándose como presidente del bloque Frente Progresista Cívico y Social, y como líder de la primera minoría.
Fue candidato a gobernador de Cambiemos en las Elecciones provinciales de Santiago del Estero de 2017 acompañado por Elena Ochoa, logrando salir en segundo lugar con el 16,81% muy lejos del actual gobernador Gerardo Zamora.